# Massoud Bakhshi
Pour les articles homonymes, voir Bakhshi.
Massoud Bakhshi (né en 1972 à Téhéran) est un réalisateur iranien.

## Biographie
Massoud Bakhshi obtient son diplôme de photographie et de cinéma en 1990. Il travaille en Iran comme critique de cinéma, scénariste et producteur de 1990 à 1998. Ensuite, il passe un an en Italie pour apprendre la réalisation. Il étudie également la finance culturelle à Paris en 2005.
Il réalise une dizaine de documentaires et un court métrage qui reçoivent des prix nationaux et internationaux dont trois Prix du Meilleur Réalisateur, deux Prix du Meilleur film pour Téhéran n'a plus de grenades (présenté dans une trentaine de festivals). Son court métrage Bag Dad Bar Ber (35 mm, 2008), sélectionné à Locarno, Clermont-Ferrand, Rotterdam, etc. reçoit le Prix du Meilleur Film à Tampere. Une famille respectable, tourné en Iran, est son premier long métrage (qui a reçu en 2010 l'aide à la création de la Fondation Gan pour le cinéma). Il est présenté à la Quinzaine des réalisateurs pendant le festival de Cannes de 2012. Ce film porte un regard critique sur l'Iran d'aujourd'hui. Yalda ( Yalda la nuit du pardon) son deuxième long métrage de fiction a remporté plusieurs prix internationaux dont le Grand Prix du festival de Sundance en 2020 et été nommé pour l'ours de cristal au festival de Berlin et le prix Lumière en 2021.

## Filmographie partielle
- 2012 : Une famille respectable
- 2019 : Yalda